# Voss (Noruega)
Voss es un municipio y distrito de la provincia de Hordaland, Noruega. El centro administrativo es la localidad de Vossevangen. Otras localidades son Bolstadøyri, Borstrondi, Evanger, Kvitheim, Mjølfjell, Oppheim, Stalheim y Vinje.

## Evolución admistrativa
El municipio ha sufrido cambios en su territorio, los cuales son:
| Año  | Cambio territorial                                                | Población |
| ---- | ----------------------------------------------------------------- | --------- |
| 1838 | Creación del municipio                                            |           |
| 1867 | Un terreno al sur de Voss es transferido a Hosanger               |           |
| 1868 | La parte norte es separada para crear el municipio de Vossestrand | 7592      |
| 1885 | La zona oeste es separada para crear el municipio de Evanger      | 5403      |
| 1964 | Los municipios de Evnager, Vossestrand y Voss se fusionan         | 13.223    |

## Etimología
La forma del nombre en nórdico antiguo era Vǫrs, y debió ser el antiguo nombre del lago Vangsvatnet. Si este es el caso, el nombre probablemente deriva de la palabra vǫrr que significa "ola" o "mar". (-s en un sufijo común en nombres de antiguas plazas noruegas). Björn krepphendi en su poema Magnússdrápa, dedicado a Magnus III de Noruega, menciona al monarca como rey de los Vǫrsa (Vǫrsa dróttinn).

## Historia

### Era vikinga
La Noruega de la Era Vikinga estuvo dividida en pequeños reinos independientes gobernados por caudillos que gobernaban los territorios, competían por la supremacía en el mar e influencia política, y buscaban alianzas o el control sobre otras familias reales, bien de forma voluntaria o forzadas. Estas circunstancias provocaron periodos turbulentos y vidas heroicas como se recoge en la saga Heimskringla del escaldo islandés Snorri Sturluson en el siglo XIII. Voss fue uno de esos reinos independientes, y según las sagas nórdicas uno de los primeros lugares en convertirse al Cristianismo por Olaf II el Santo.
Se conocen los nombres de un puñador de gobernantes de este reino que son mencionados en el Heimskringla:
- Thorir (a mediados del siglo IX).
- Eymund Thorirson (hijo del anterior).
- Kari Eymundson, llamado el Vikingo (hijo del anterior).

Hacia el año 880 el rey Harald I de Noruega logró el vasallaje del pequeño reino, junto con otros territorios de Hordaland, tras su victoria decisiva contra una alianza de pequeños reinos noruegos en la decisiva Batalla de Hafrsfjord (872). Como otros antiguos reinos contemporáneos, sobrevivió como un territorio con cierta autonomía gobernado por sus propios señores, hasta ser integrado totalmente en el reino de Noruega a mediados del siglo X.

### Segunda Guerra Mundial

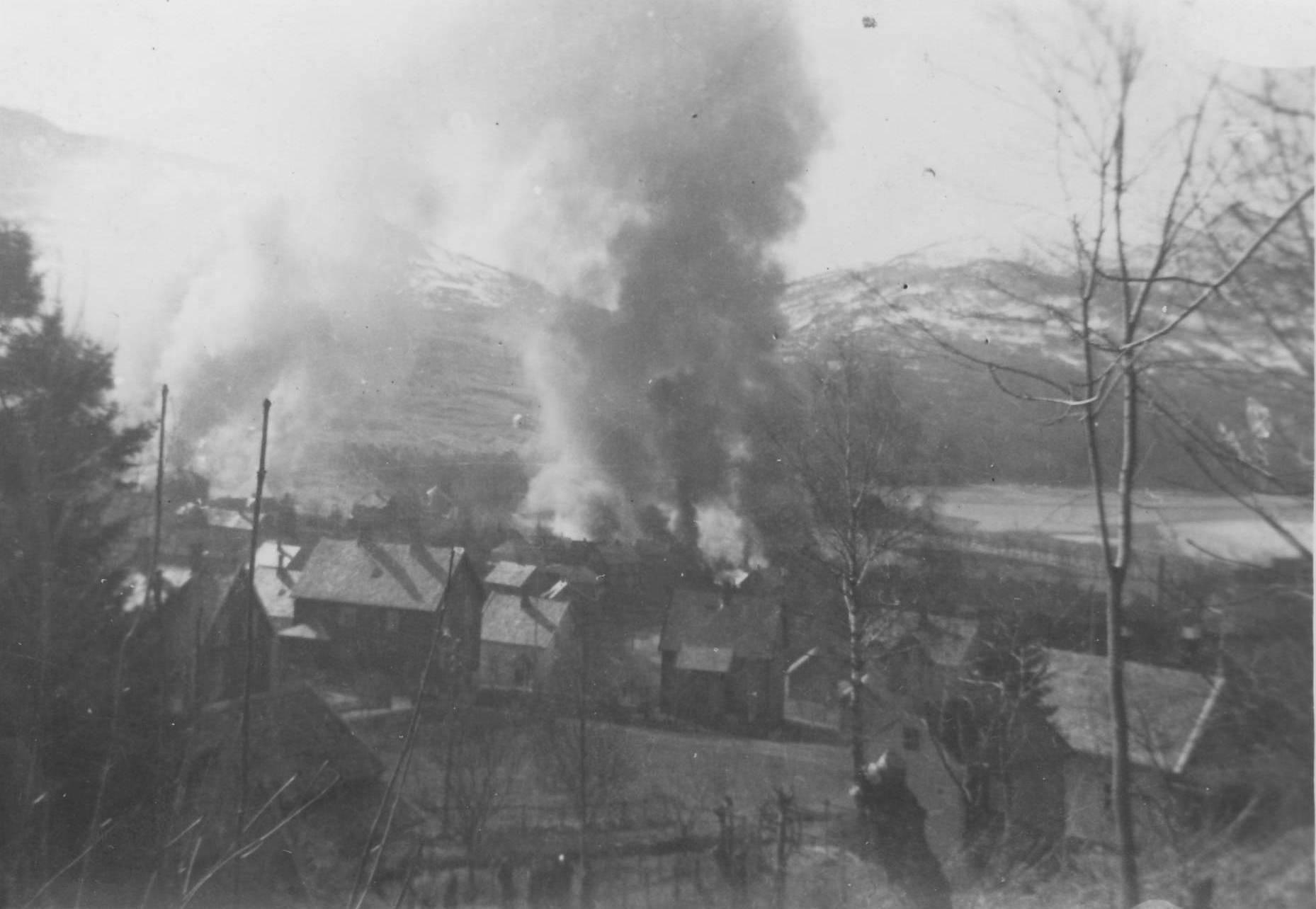
Bombardeo de Vossenvangen

Luego de la Operación Weserübung en 1940, Voss se convirtió en el centro de operaciones del ejército noruego del oeste, luego de la caída de Bergen el 9 de abril. Desde Bergen y el fiordo de Hardanger, los alemanes se encontraron con una férrea resistencia local. En Hardanger, algunas tropas escalaron los montes desde Ålvik y otras cruzaron a través de Granvin. Finalmente la Luftwaffe bombardea el pueblo de Voss los días 23 y 24 de abril, dejando el pueblo destruido y nueve muertos. La ocupación duró hasta el 8 de mayo de 1945.
En 1964 se fusionan los municipios de Voss, Vossestrand y Evanger, que hasta entonces eran municipios separados dentro del distrito de Voss.

## Geografía

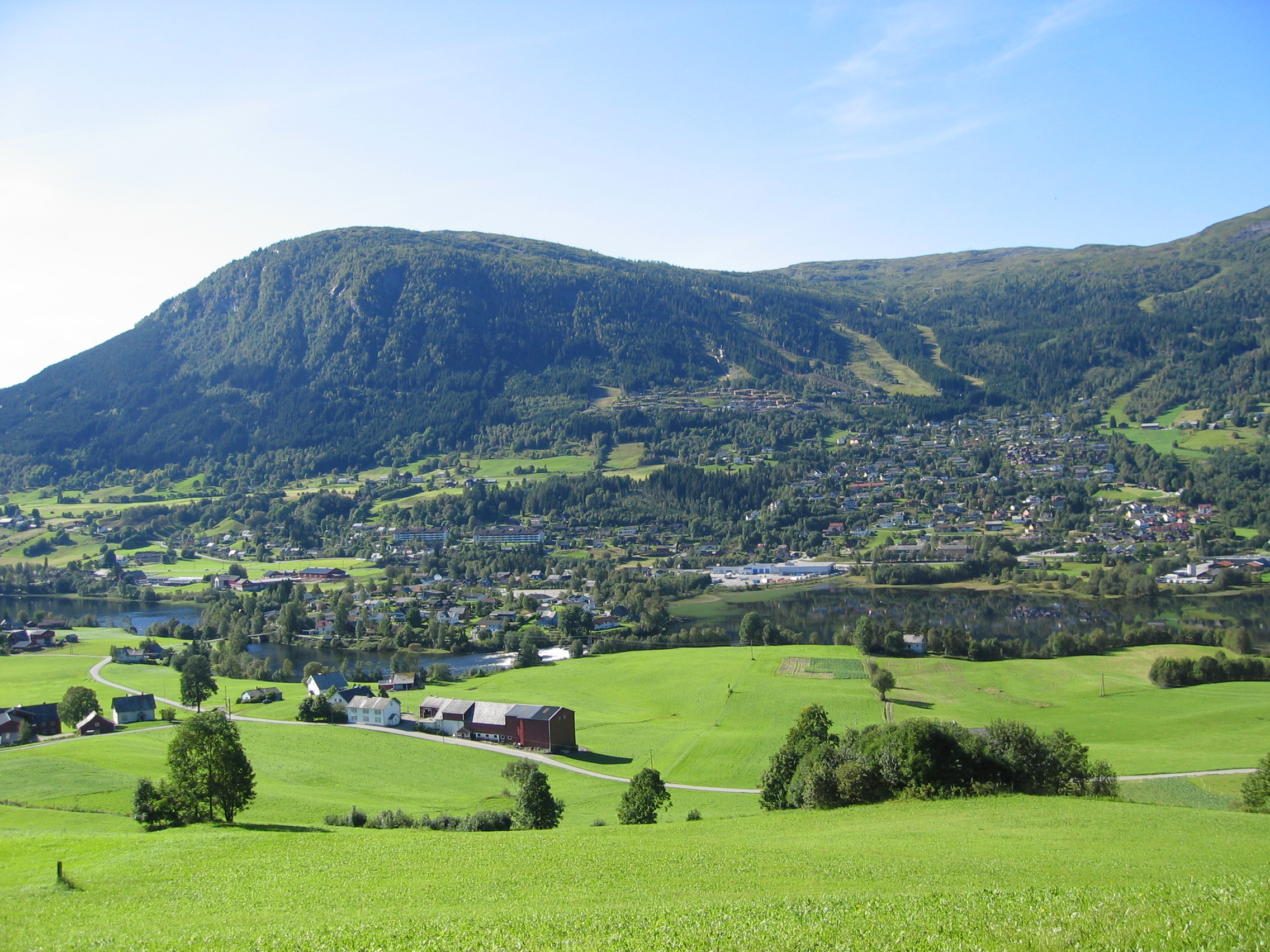
Vista del área de Skulestadmo

Voss se sitúa en el interior del Bolstadsfjorden e incluye los valles que están en él. Hay una gran cantidad de lagos, los cuales son: Evangervatnet, Hamlagrøvatnet, Lønavatnet, Oppheimsvatnet, Torfinnsvatnet y Vangsvatnet. En la zona norte, se interseca con el valle Nærøydalen que está en la cabecera del Nærøyfjorden y es donde también está la cascada de Stalheimfossen, en las cercanías de Stalheim. El valle Raundalen es la principal vía por donde pasa la línea férrea de Bergansbanen, que cruza Noruega de este a oeste.

## Gobierno
El municipio se encarga de la educación primaria, asistencia sanitaria, atención a la tercera edad, desempleo, servicios sociales, desarrollo económico, y mantención de caminos locales.

### Concejo municipal
El concejo municipal (Kommunestyre) tiene 43 representantes que son elegidos cada 4 años y estos eligen a un alcalde. Estos son:

### Voss Kommunestyre 2011-2015
| Partido                            | Número de representantes |
| ---------------------------------- | ------------------------ |
| Partido Laborista                  | 12                       |
| Partido del Progreso               | 4                        |
| Partido Conservador                | 8                        |
| Partido Demócrata Cristiano        | 2                        |
| Rojos                              | 1                        |
| Partido de Centro                  | 8                        |
| Partido de la Izquierda Socialista | 3                        |
| Partido Liberal                    | 5                        |